# Offemont
Pour les articles homonymes, voir Offemont (homonymie).
Offemont est une commune française située dans le département du Territoire de Belfort, la région culturelle et historique de Franche-Comté et la région administrative Bourgogne-Franche-Comté. 
C'est l'une des huit communes du canton de Valdoie et l'une des 53 communes du Grand Belfort. Ses habitants sont appelés les Offemontois.

## Géographie
Jouxtant la ville de Belfort, la partie ouest d’Offemont s’intègre dans le paysage urbain belfortain, alors que sa partie est évoque davantage un bourg, avec pour centre la mairie et l’église.
Située entre les derniers reliefs vosgiens (mont du Rudolphe) et les derniers reliefs jurassiques (colline de la Miotte), la ville d’Offemont s’étire le long d’un axe ouest-est, dont les limites sont : l’étang des Forges et la colline de la Miotte au sud, la forêt de l’Arsot et le Bois d’Offemont au nord.
Dans le massif forestier, de nombreuses sources (fontaine des Maçons, fontaine des Sapeux, etc.) alimentent des ruisseaux et des étangs (les étangs Damois, du Moulin aux Soiras et du Rudolphe, en limite de la forêt communale). Ces ruisseaux traversent Offemont du nord au sud et rejoignent l’étang des Forges au niveau de la lagune située sur sa rive nord-est. Le canal du Martinet, dérivation de la Savoureuse, longe le quartier de l’Arsot, traverse le carrefour du Martinet et rejoint l’étang des Forges au niveau de la lagune située sur sa rive nord-ouest. Le ruisseau de la Femme prend sa source à proximité des « Champs cerisiers » et se jette dans l’Autruche, rivière provenant de l’étang de l’Autruche, situé dans la forêt communale de Roppe.

### Climat
Pour des articles plus généraux, voir Climat de la Bourgogne-Franche-Comté et Climat du Territoire de Belfort.
En 2010, le climat de la commune est de type climat de montagne, selon une étude du Centre national de la recherche scientifique s'appuyant sur une série de données couvrant la période 1971-2000. En 2020, Météo-France publie une typologie des climats de la France métropolitaine dans laquelle la commune est exposée à un climat semi-continental et est dans la région climatique  Vosges, caractérisée par une pluviométrie très élevée (1 500 à 2 000 mm/an) en toutes saisons et un hiver rude (moins de 1 °C). 
Pour la période 1971-2000, la température annuelle moyenne est de 9,7 °C, avec une amplitude thermique annuelle de 17,3 °C. Le cumul annuel moyen de précipitations est de 1 300 mm, avec 13,3 jours de précipitations en janvier et 10,7 jours en juillet. Pour la période 1991-2020, la température moyenne annuelle observée sur la station météorologique de Météo-France la plus proche, « Dorans », sur la commune de Dorans à 9 km à vol d'oiseau, est de 10,9 °C et le cumul annuel moyen de précipitations est de 974,0 mm. 
La température maximale relevée sur cette station est de 38,1 °C, atteinte le 24 juillet 2019 ; la température minimale est de −16 °C, atteinte le 20 décembre 2009,,. 
Les paramètres climatiques de la commune ont été estimés pour le milieu du siècle (2041-2070) selon différents scénarios d'émission de gaz à effet de serre à partir des nouvelles projections climatiques de référence DRIAS-2020. Ils sont consultables sur un site dédié publié par Météo-France en novembre 2022.

## Urbanisme

### Typologie
Au 1er janvier 2024, Offemont est catégorisée ceinture urbaine, selon la nouvelle grille communale de densité à sept niveaux définie par l'Insee en 2022.
Elle appartient à l'unité urbaine de Belfort, une agglomération inter-départementale regroupant 16  communes, dont elle est une commune de la banlieue,,. Par ailleurs la commune fait partie de l'aire d'attraction de Belfort, dont elle est une commune de la couronne,. Cette aire, qui regroupe 91 communes, est catégorisée dans les aires de 50 000 à moins de 200 000 habitants,.

### Occupation des sols
L'occupation des sols de la commune, telle qu'elle ressort de la base de données européenne d’occupation biophysique des sols Corine Land Cover (CLC), est marquée par l'importance des forêts et milieux semi-naturels (37,7 % en 2018), en augmentation par rapport à 1990 (36,8 %). La répartition détaillée en 2018 est la suivante : 
forêts (37,7 %), zones urbanisées (29,8 %), zones agricoles hétérogènes (25,4 %), eaux continentales (4,5 %), espaces verts artificialisés, non agricoles (2,3 %), terres arables (0,4 %). L'évolution de l’occupation des sols de la commune et de ses infrastructures peut être observée sur les différentes représentations cartographiques du territoire : la carte de Cassini (XVIIIe siècle), la carte d'état-major (1820-1866) et les cartes ou photos aériennes de l'IGN pour la période actuelle (1950 à aujourd'hui).

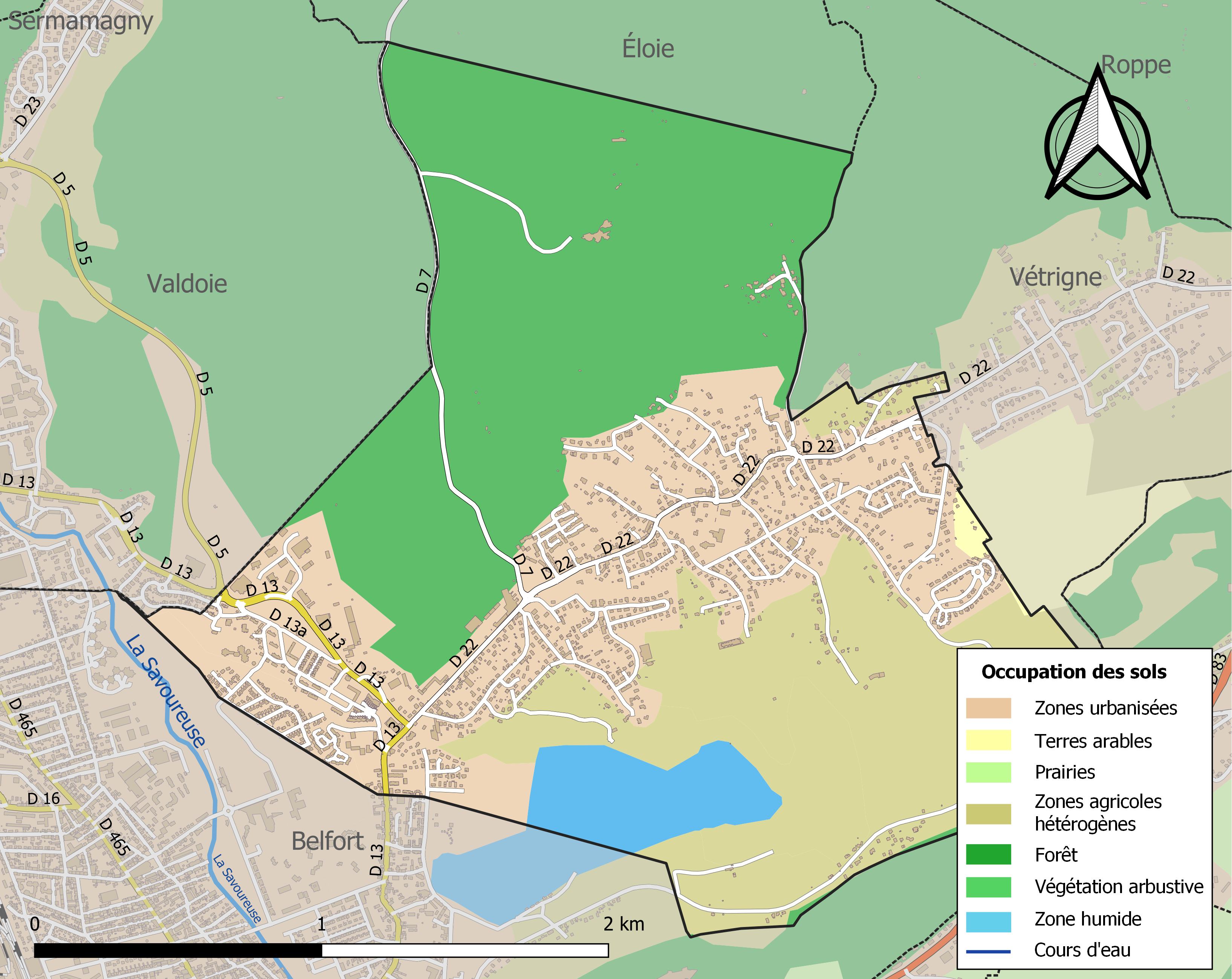
Carte des infrastructures et de l'occupation des sols de la commune en 2018 (CLC).

## Toponymie
- Offemot et Affemet (1347), Offemůnt (1394), Offemon (1655), Offemont (1670).

Allemand: Offenberg

## Histoire
Le site d’Offemont était déjà fréquenté au Néolithique (4000 à 2500 av. J.C.).
Deux sites archéologiques sont connus dans le secteur de l’étang des Forges à l'Est de la Miotte :
- un petit atelier de taille de haches et de lames en pélite-quartz situé dans le vallon à l’extrémité Est de l’étang des Forges,
- un camp fortifié de hauteur au lieu-dit le « Bramont » sur la colline de la Miotte, où des parures en bronze datant de l’âge du bronze (2500 à 1000 ans av. J.C.) furent également découvertes.
Une enceinte celtique, datant de la tène finale (période de l’âge du fer, 750 à 52 avant J.C.), est présente au lieu-dit « le Bois d’Arsot » sous forme d’un quadrilatère de terre d’une superficie de 2 500 m2 environ. Il s’agit d’un lieu de culte : des traces d’un puits rituel ont aussi été découvertes lors des travaux de construction de l’école du Martinet.
La période gallo-romaine (52 avant J.C. à 476 après J.C.) fut marquée par une activité importante, comme en témoignent les vestiges découverts à partir de 1839 :
- un atelier de potier au lieu-dit « la Cornée » à proximité de la berge nord de l’étang des Forges. Sept fours à céramique ont été repérés ainsi qu’un four à tuiles dont  la présence semble acquise. Les fouilles ont permis de mettre au jour des fragments de céramiques (assiettes, cruches, etc.), de tuiles et de moules pour la fabrication de poterie sigillée.
- une villa avec sa voie d’accès au lieu-dit « le Ballon » occupée, au minimum, du Ier au IVe siècle. Cette villa gallo-romaine était une ferme de grande importance avec plusieurs édifices. Sa situation, derrière le quartier des casernes, explique les noms donnés aux rues de ce secteur (voie romaine, voie neptune, etc.).
- un fanum, daté du Ier siècle, petit temple de forme rectangulaire, dont les fondations sont  visibles au bord de la rue Aristide Briand. La rareté d’un tel site a permis sa réhabilitation.
Les grandes invasions barbares, qui ont suivi la chute de l’empire romain, détruisirent ce que la civilisation romaine avait édifié dans la région.
Le plus ancien témoin du passé du village dans les archives est daté de 1324, année du décès de Ulrich II, comte de Ferrette.
En 1350, le village passait sous la domination de la maison d’Autriche. Offemündt, ainsi désigné dans les actes rédigés en allemand, se développe et fait alors partie de la mairie de Pérouse. Ces deux villages étaient reliés par une ancienne voie romaine secondaire.
Après l’annexion de l’Alsace à la France en 1648, Offemont fut érigée en commune distincte et conserve depuis ce statut.
En 1655, la commune figure sous le nom d’Offemon.
En 1670, elle porte pour la première fois le nom d’Offemont.
En 1553, les habitants d’Offemont dépendaient de la paroisse de Brasse à Belfort (l’une des plus anciennes églises du Territoire de Belfort) et fréquentaient à Offemont une chapelle, située en face de l’église actuelle. Cette chapelle, dédiée à Saint Guérin et édifiée dès le XIVe siècle, en 1349, fut détruite à la révolution.
La construction de l’église actuelle, dédiée à Saint Augustin, commença en 1844.
Offemont devint paroisse autonome en 1847.
Les carrières d’Offemont, au nord du village, fournirent pendant plusieurs siècles les pierres en grès rose permettant la construction de nombreux édifices (Cathédrale Saint-Christophe de Belfort, église d’Offemont, etc.)
Au sommet du mont Rudolphe, on peut découvrir un ouvrage fortifié dont la construction débuta en 1914 ; c'est un ouvrage intermédiaire d’artillerie faisant partie de la ceinture fortifiée belfortaine. Cet ouvrage n’a pas été terminé. Situé en terrain militaire, il est la propriété de la ville de Belfort.
Sur le territoire de la commune, les trains du chemin de fer stratégique desservaient les infrastructures militaires de la ceinture fortifiée : le Fort de la Miotte, le Fort de Roppe, la caserne du Rudolphe, les magasins, les batteries, etc.
La rue du stratégique rappelle le tracé de l’une de ces voies ferrées.
De 1913 à 1948, circulaient à Offemont les trains du chemin  de fer local reliant Belfort à Rougemont-le-Château. Ce chemin de fer passait par  l’actuelle piste cyclable. L’ancienne gare, reconvertie en maison d’habitation, est située rue Welsch, à proximité de la rue de la gare.

### Liste des maires

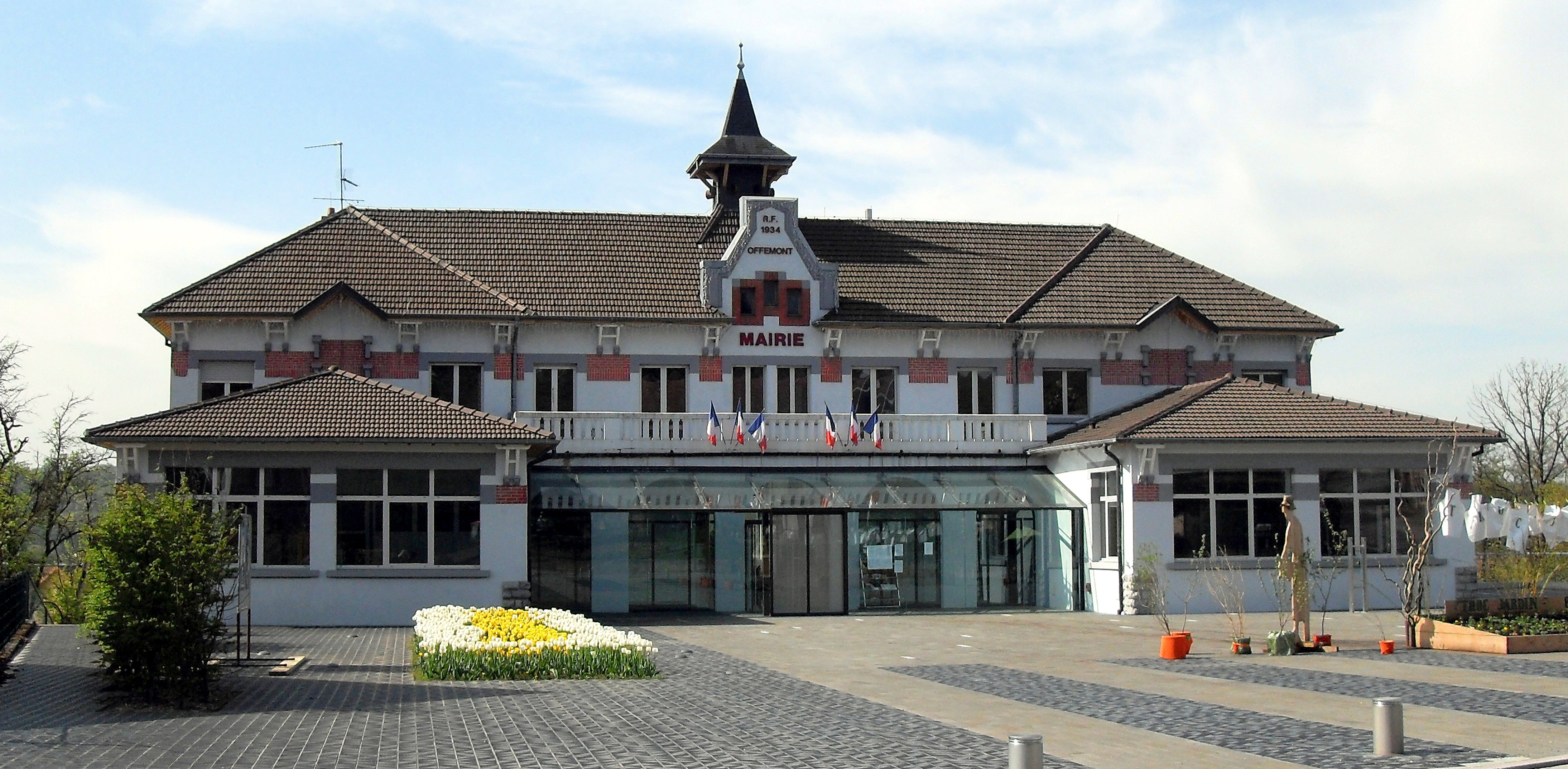
La mairie d'Offemont.

## Population et société

### Démographie
L'évolution du nombre d'habitants est connue à travers les recensements de la population effectués dans la commune depuis 1793. Pour les communes de moins de 10 000 habitants, une enquête de recensement portant sur toute la population est réalisée tous les cinq ans, les populations de référence des années intermédiaires étant quant à elles estimées par interpolation ou extrapolation. Pour la commune, le premier recensement exhaustif entrant dans le cadre du nouveau dispositif a été réalisé en 2006.

En 2022, la commune comptait 4 054 habitants, en évolution de +1,48 % par rapport à 2016 (Territoire de Belfort : −2,78 %, France hors Mayotte : +2,11 %).
| 1793 | 1800 | 1806 | 1821 | 1831 | 1836 | 1841 | 1846 | 1851 |
| ---- | ---- | ---- | ---- | ---- | ---- | ---- | ---- | ---- |
| 328  | 288  | 342  | 409  | 520  | 493  | 506  | 529  | 510  |

| 1856 | 1861 | 1866 | 1872 | 1876 | 1881 | 1886 | 1891 | 1896 |
| ---- | ---- | ---- | ---- | ---- | ---- | ---- | ---- | ---- |
| 507  | 480  | 487  | 494  | 537  | 508  | 536  | 522  | 541  |

| 1901 | 1906 | 1911 | 1921 | 1926 | 1931  | 1936 | 1946 | 1954  |
| ---- | ---- | ---- | ---- | ---- | ----- | ---- | ---- | ----- |
| 519  | 535  | 585  | 824  | 904  | 1 054 | 857  | 821  | 1 479 |

| 1962  | 1968  | 1975  | 1982  | 1990  | 1999  | 2006  | 2011  | 2016  |
| ----- | ----- | ----- | ----- | ----- | ----- | ----- | ----- | ----- |
| 1 981 | 2 876 | 3 456 | 4 140 | 4 213 | 3 976 | 3 369 | 3 513 | 3 995 |

| 2021  | 2022  | - | - | - | - | - | - | - |
| ----- | ----- | - | - | - | - | - | - | - |
| 4 109 | 4 054 | - | - | - | - | - | - | - |

### Enseignement
La Commune d'Offemont compte 4 écoles :
- École primaire des Hirondelles (rue Etienne Welsch) - Groupe scolaire Robert TRITTER
- École maternelle des Ecureuils (rue Etienne Welsch) - Groupe scolaire Robert TRITTER
- École primaire du Martinet (21 rue Aristide Briand)
- École maternelle Jean MACÉ (Rue Jean Macé)

Elle possède deux accueils collectifs de mineurs : la Ruche et la CLÉ (Culture Loisirs Éducation).

### Santé
L'hôpital le plus proche est l'hôpital Nord Franche-Comté situé entre Belfort et Montbéliard, à Trévenans,.

### Personnalités liées à la commune
- Jean-Marie Lang, professeur de médecine spécialiste du VIH, né à Offemont.

## Patrimoine
- Une croix de chemin datée de 1712, inscrite aux monuments historiques depuis 1964.
- Une croix de chemin datée de 1716.
- L'église Saint-Augustin.
- Le fanum d'Offemont, du Ier siècle inscrit aux monuments historiques en 1987.

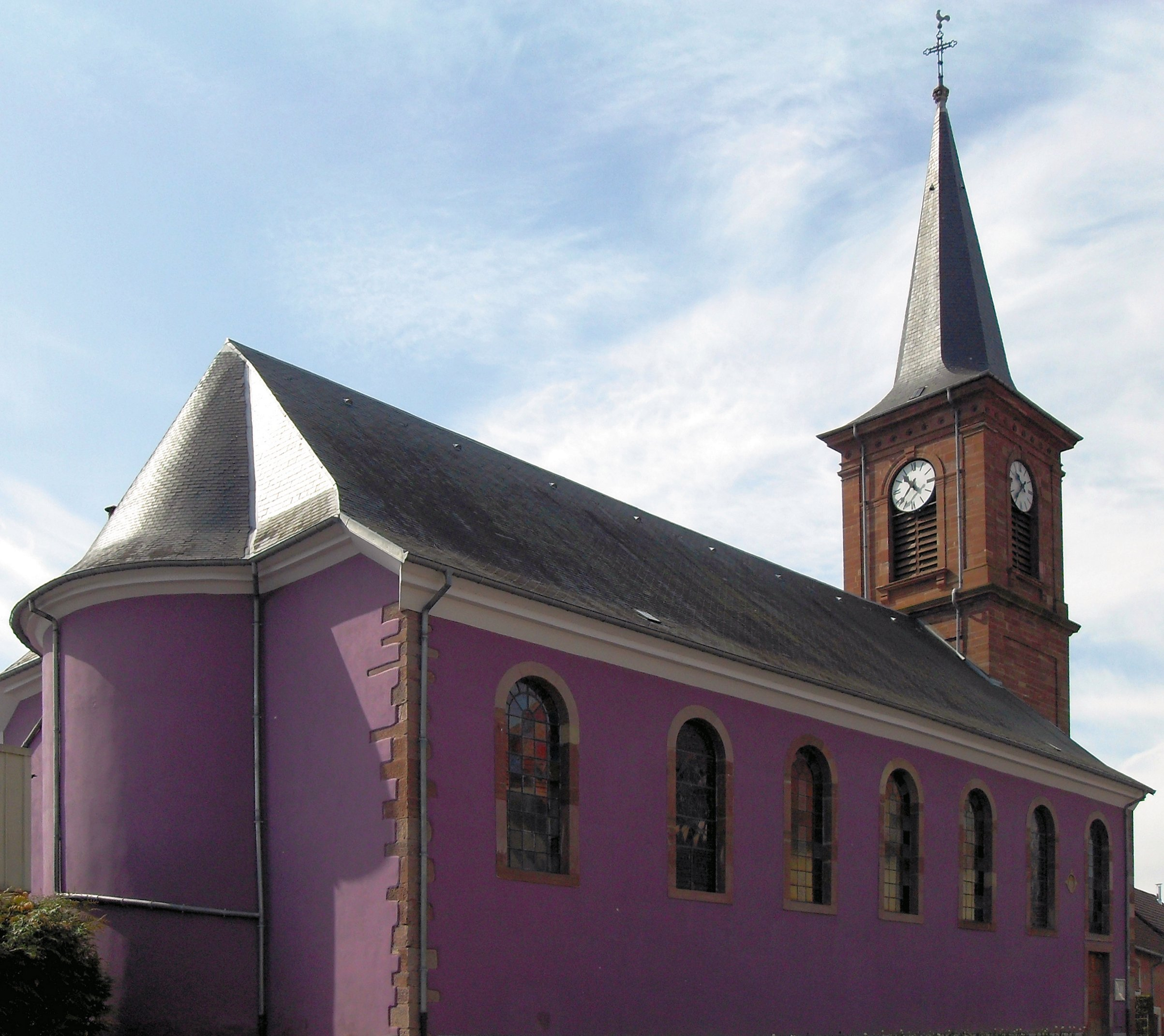
Église Saint-Augustin.
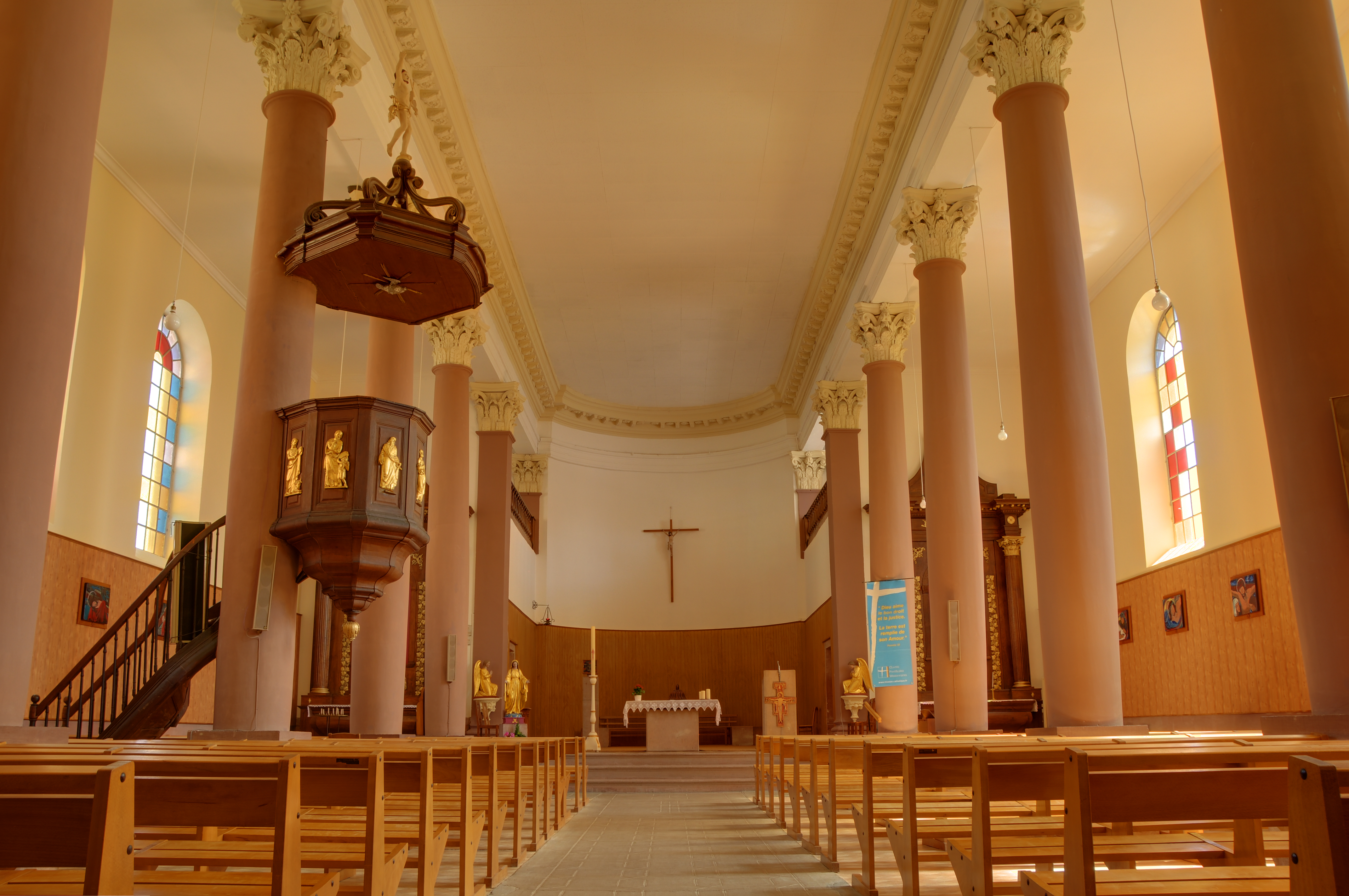
Église.
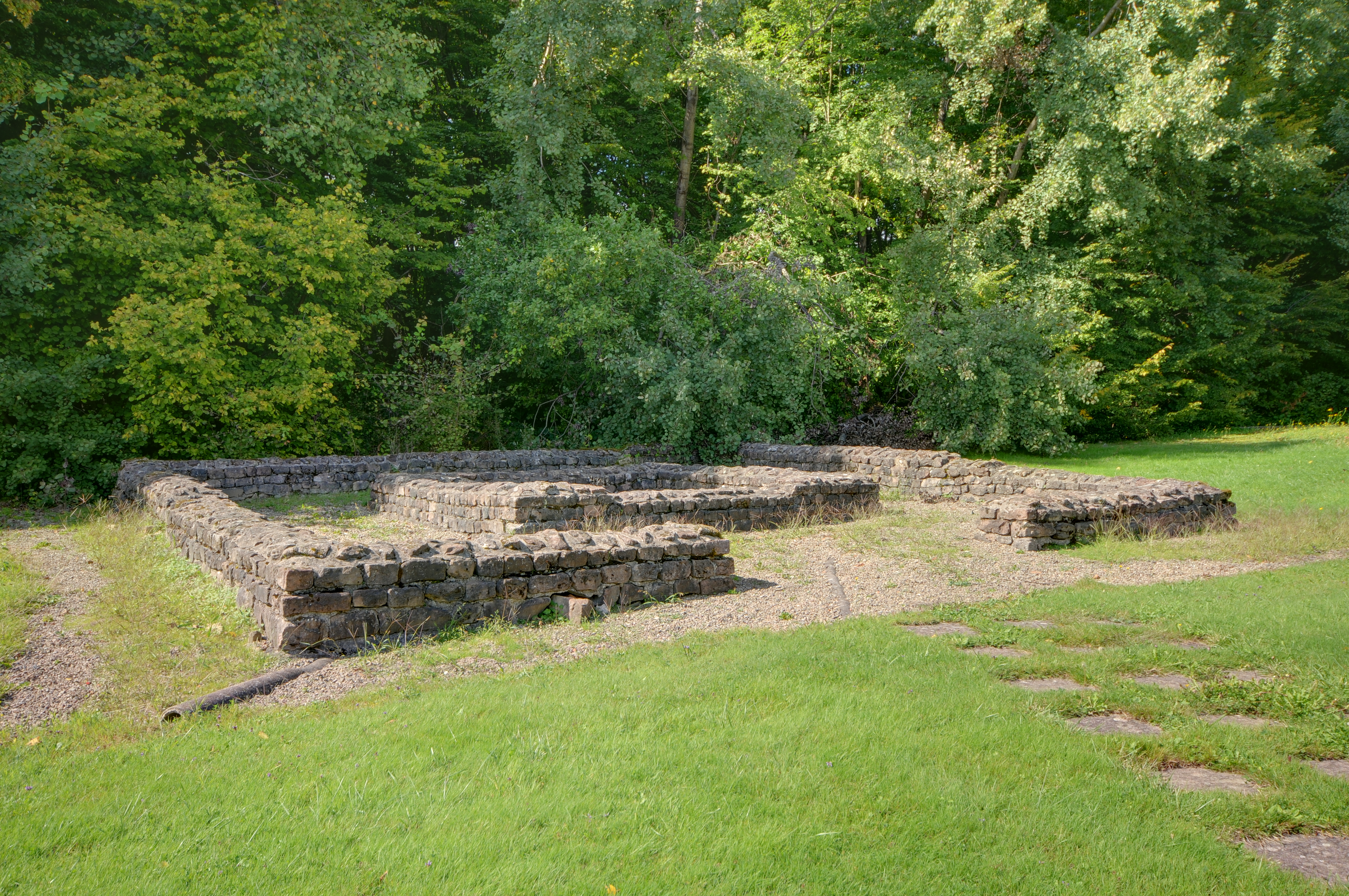
Ruines du fanum.
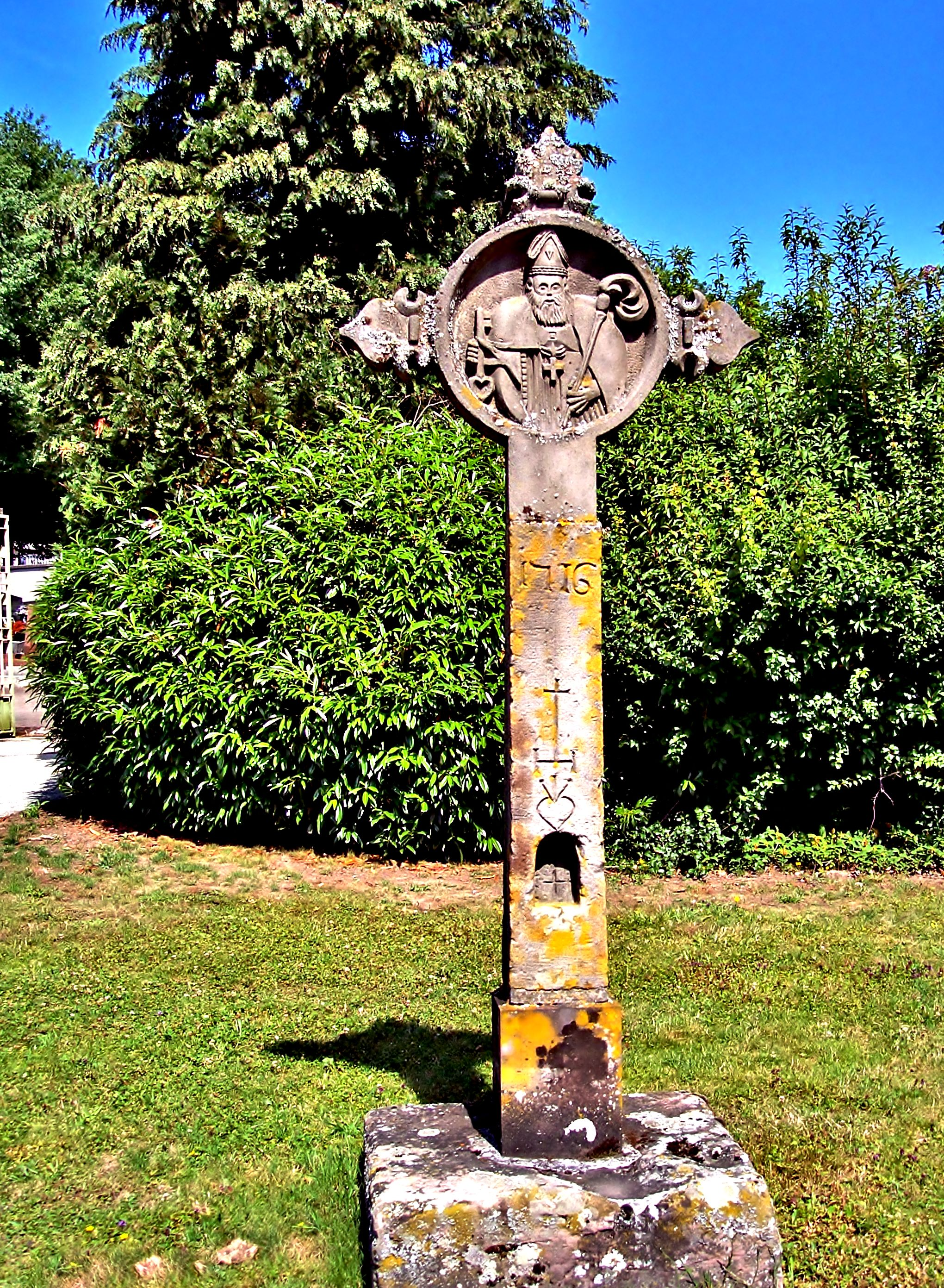
Croix ancienne, devant le cimetière
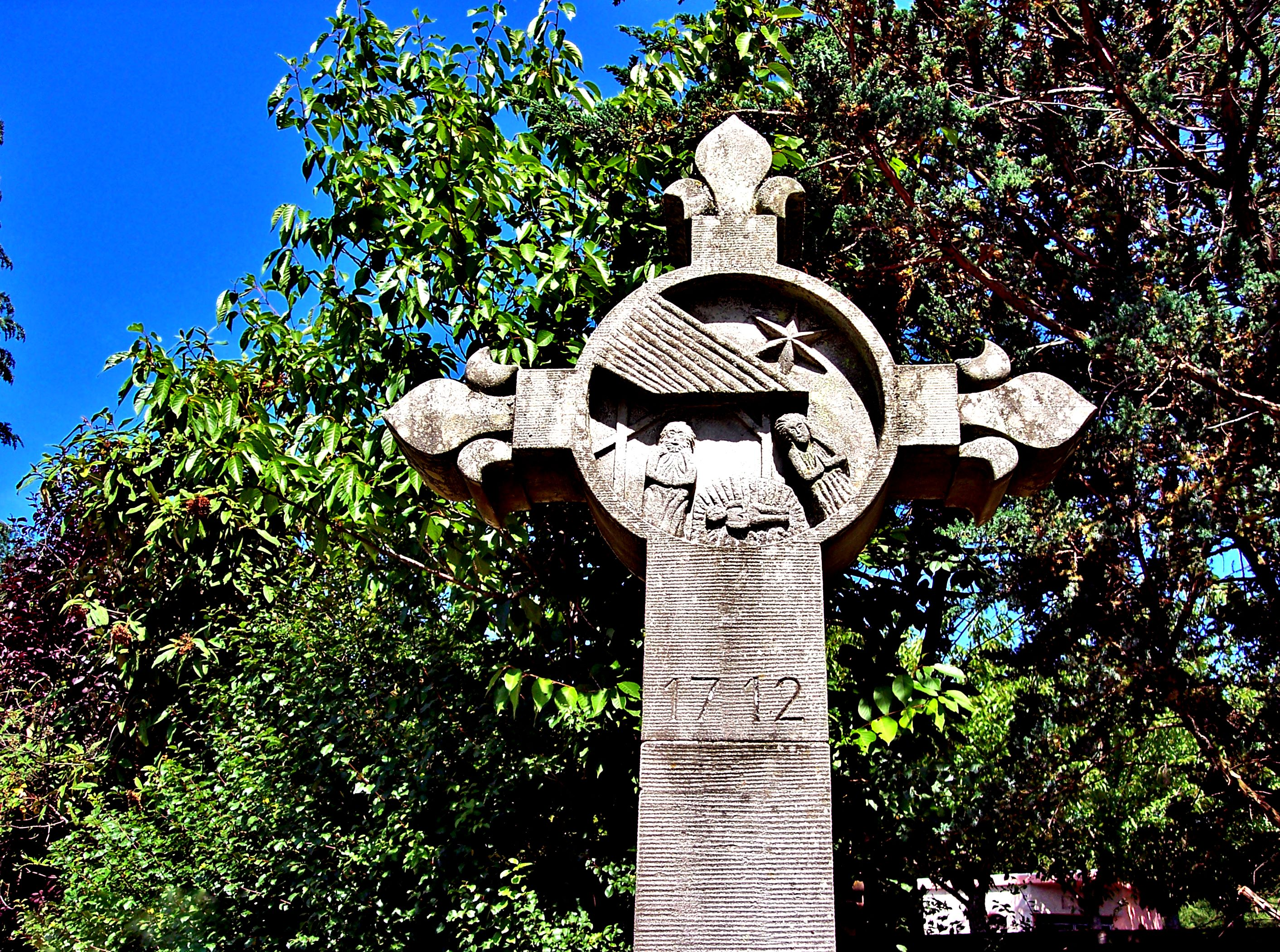
Autre croix ancienne, devant le cimetière

## Héraldique
|  | Définition héraldique de la commune d’Offemont : « De gueules à fasce d’argent chargée d’un cœur de gueules » Glossaire héraldique du blason : De gueules = rouge. La fasce = pièce délimitée par deux lignes parallèles traversant l’écu horizontalement. Chargée = se dit de toute figure sur laquelle il y a une ou plusieurs figures. Signification du « cœur » et de la « fasce d’argent » figurant sur le blason : Le cœur est l’emblème héraldique de Saint Augustin, patron de la paroisse. La « fasce d’argent » représente la dynastie des Habsbourg (une partie de ses armoiries). Le village d’Offemont fut un domaine patrimonial des Ferrette, puis des Habsbourg en 1350, par le mariage de Jeannette de Ferrette (fille d’Ulrich II, comte de Ferrette) et de Albert II, archiduc d’Autriche. | Logo de la ville. |